# Matthew T. Dickerson
Pour les articles homonymes, voir Dickerson.
Matthew T. Dickerson, né le 12 juin 1963, est un enseignant d'informatique à l'université de Middlebury dans l'État américain du Vermont. Il est également connu pour ses études sur les écrivains J. R. R. Tolkien et C. S. Lewis.

## Biographie
Dickerson obtient sa licence au Dartmouth College en 1985, et un doctorat à l'université Cornell en 1989. Sa thèse de doctorat porte sur le calcul formel, mais il travaille principalement par la suite sur la géométrie algorithmique : ses travaux les plus cités concernent la méthode des k plus proches voisins et la triangulation de poids minimal. Il a été à la faculté de Middlebury jusqu'à son doctorat.
En 2003, il publie un premier ouvrage d'analyse sur Le Seigneur des anneaux de J. R. R. Tolkien, où il étudie les valeurs morales et chrétiennes qui transparaissent dans l'œuvre de l'écrivain, ; l'ouvrage est sélectionné en 2004 et 2005 pour les prix Mythopoeic dans la catégorie « études sur les Inklings ». Il a également coécrit deux ouvrages sur le rapport entre J. R. R. Tolkien, et C. S. Lewis, avec l'écologisme. Le premier des deux livres ne reçoit pas une bonne critique, sauf de la part de Patrick Curry.
Il écrit également The Finnsburg  Encounter[précision nécessaire], une biographie du musicien Mark Heard, et coécrit un guide sur la fantasy,. De 1997 à 2001, Dickerson tient une rubrique sur la pêche dans le journal local Addison Independent. À partir de 2002, il dirige la New England Young Writers Conference, une conférence de quatre jours d'étudiants de la région. Il a également fondé la Vermont Conference on Christianity and the Arts,.

### Sources
1. ↑  (en) Dickerson, Matthew T., 1963- sur authorities.loc.gov/ (Library of Congress Authorities)
2. 1 2  Biographie diffusée lors d'une conférence à l'université Tufts, 2009. Consulté le 19 mars 2011.
3. ↑  Page de chercheur sur le site de l'université de Middlebury, consulté le 19 mars 2011.
4. ↑  Critique de David O'Hara dans Christianity Today, 2004 ; critique de Gregory S. Bucher dans Journal of Religion and Society, 2004 ; critique d'Augustine J. Curley dans Library Journal, 2003 ; critique de Rudy Regehr dans Journal of Religion and Popular Culture, 2006.
5. ↑  Finalistes du prix Mythopoeic Scholarship, sur le site internet de la Mythopoeic Society. Consulté le 19 mars 2011.
6. 1 2  Critique de Patrick Curry dans Tolkien Studies, 2007, no 4, p. 238–244, doi:10.1353/tks.2007.0010 ; critique de Susan Palwick dans Interdisciplinary Studies in Literature and Environment, 2008, no 15 (1), p. 266–268, doi:10.1093/isle/15.1.266.
7. ↑  Critique de Charles C. Nash, dans Library Journal, 2008.
8. ↑  Critique de Chris Macintosh dans The Phantom Tollbooth, 2003.
9. ↑  Critique de Gregory Hartley dans Christianity and Literature, 2007.
10. ↑  Articles de Dickerson sur la pêche. Consulté le 19 mars 2011.
11. 1 2  Biographie diffusée lors d'une conférence en 2009. Consulté le 19 mars 2011.
12. ↑  À propos, sur le site de la Vermont Conference on Christianity and the Arts. Consulté le 19 mars 2011.